# Вильмуарон-ан-От
Вильмуаро́н-ан-От (фр. Villemoiron-en-Othe) — коммуна во Франции, находится в регионе Шампань — Арденны. Департамент — Об. Входит в состав кантона Экс-ан-От. Округ коммуны — Труа.
Код INSEE коммуны — 10417.
Коммуна расположена приблизительно в 130 км к юго-востоку от Парижа, в 95 км юго-западнее Шалон-ан-Шампани, в 25 км к юго-западу от Труа.

## Население
Население коммуны на 2008 год составляло 222 человека.
| 1962 | 1968 | 1975 | 1982 | 1990 | 1999 | 2008 |
| ---- | ---- | ---- | ---- | ---- | ---- | ---- |
| 122  | 180  | 149  | 135  | 178  | 207  | 222  |

## Администрация
| Период | Период | Фамилия                | Партия | Примечания |
| ------ | ------ | ---------------------- | ------ | ---------- |
| 2001   | 2009   | Жак Бенуа              |        |            |
| 2009   | 2009   | Жан-Франсуа Височински |        |            |
| 2009   | 2014   | Ролан Фрелен           |        |            |

## Экономика

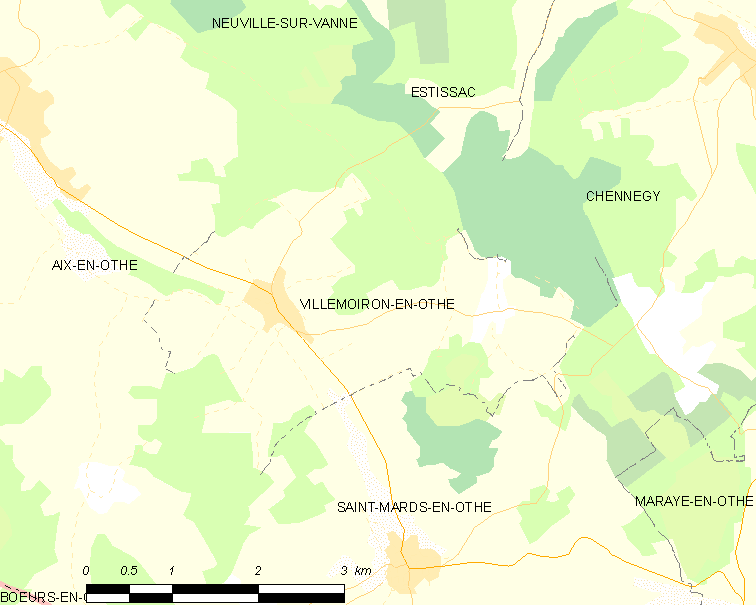
Карта коммуны

В 2007 году среди 147 человек в трудоспособном возрасте (15—64 лет) 105 были экономически активными, 42 — неактивными (показатель активности — 71,4 %, в 1999 году было 64,2 %). Из 105 активных работали 95 человек (55 мужчин и 40 женщин), безработных было 10 (5 мужчин и 5 женщин). Среди 42 неактивных 13 человек были учениками или студентами, 13 — пенсионерами, 16 были неактивными по другим причинам.